# سهير مرتضى
سهير مرتضى، مذيعة لبنانية مسلمة من مواليد بعلبك، وُلدت في 14 مايو 1971م. درست في كلية الإعلام والتوثيق بالجامعة اللبنانية،  وبدأت حياتها المهنية في «تلفزيون المشرق» عام 1993م  ثم انتقلت بعد عام واحد إلى قناة دبي في الإمارات. تنقلت في محطات «إم بي سي» و«إي آر تي» قبل أن تستقر في قناة العربية في دبي. عملت أيضا في قناة 24 الليبية. تزوجت من إعلامى سورى وتقيم معه في لندن ولديها طفل اسمه عباس.

## حياتها العملية
خاضت تجارب ناجحة بدأتها في بيروت في تلفزيون لبنان الرسمي، ثم واصلتها في دبي عبر قناتها الفضائية، لتنتقل للعمل فيما بعد في شبكة راديو وتلفزيون العرب «ايه ار تي» من خلال مركزها في دبي. 
راكمت خبرات متنوعة كان أبرزها تقديمها لنشرات الأخبار. لا تفضل البرامج المسجلة وتحب البرامج التي تبث على الهواء مباشرة. 
أسست شركة إنتاج فني ولكن لم يُكتب لها الاستمرار، لأن المشروع كان يحتاج إلى مزيد من الأموال  وفشلت من الناحية المادية.